# 阿雷西 (大西洋比利牛斯省)
阿雷西（法語：Aressy，法語發音：[aʁɛsi]）是法国大西洋比利牛斯省的一个市镇，位于该省东部，属于波城区。

## 地理
阿雷西（43°16'48"N, 0°19'43"W）面积2.15 平方千米，位于法国新阿基坦大区大西洋比利牛斯省，该省份为法国东南部省份，涵盖了贝阿恩与北巴斯克，西临大西洋比斯開灣，北至朗德省，东北接热尔省，东临上比利牛斯省，南与西班牙接壤。
与阿雷西接壤的市镇（或旧市镇、城区）包括：伊德龙、比扎诺斯、马泽尔-勒宗、梅永、龙蒂尼翁、于佐斯。

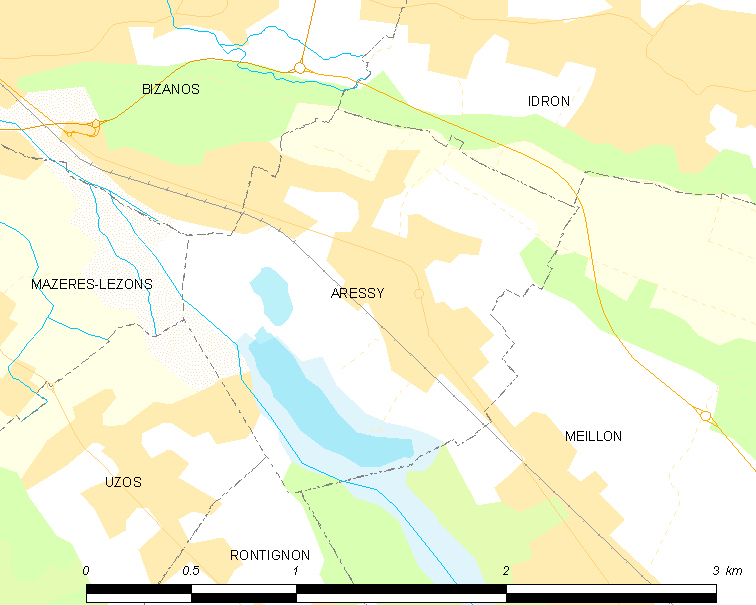
的OSM定位图

阿雷西的时区为UTC+01:00、UTC+02:00（夏令时）。

## 行政
阿雷西的邮政编码为64320，INSEE市镇编码为64041。

## 政治
阿雷西所属的省级选区为乌佐姆河、激流与内兹河岸县。

## 人口

1962-2008年间人口变化图示

阿雷西于2022年1月1日时的人口数量为846人。